# بربارة شير
بربارة شير (بالإنجليزية: Barbara Sher)‏ (مواليد: 14 أغسطس 1935) هي متحدثة تحفيزية أمريكية، ومدربة في مجال التدريب على أنماط الحياة والاستشارات المهنية، ومؤلفة. بيعت ملايين النسخ من مؤلفاتها، وترجمت إلى العديد من اللغات. وقد ظهرت في العديد من العروض التلفزيونية والبرامج الإذاعية الشهيرة من أمثال: "أوبرا"، و "ذا توداي شو"، و "60 دقيقة"، و "سي إن إن"، و "جود مورنينغ أميريكان"، كما أن عروضها التلفزيونية العامة تبث بانتظام في الولايات المتحدة. شير تحاضر في المدارس والجامعات، وشركات Fortune 100 كما لها حضور بارز في المؤتمرات التي يتم عقدها في جميع أنحاء العالم.
آخر كتب شير، تم نشره عن طريق شركة (Rodale) عام 2006 ويمثل برنامجا تدريجيا تم تصميمه لمتعددي المواهب والقدرات، وهم أشخاص لديهم الكثير من الاهتمامات لكنهم غير قادرين على اتخاذ قرار بشأن اتجاه واحد لحياتهم.

## مشاريع أخرى
شير تدير جلسات لمتعددي المواهب في الولايات المتحدة ؛ فرنسا؛ كورفو، اليونان ؛ وبوليا، إيطاليا. لديها برنامج لمدة سنة للكتاب والمتكلمين بعنوان How To Write Your Own Success Story. كما تدير أيضًا مواقع ويب مخصصة لكتبها وبرامجها وموادها الصوتية. في موسمي الربيع والخريف، تعيش في منزلها الثاني في قرية صغيرة في وسط تركيا، حيث تقوم بتدريس التجارة الإلكترونية لنساجي القرى.، وفي أكتوبر 2015 قدمت عرضًا تقديميًا في TEDx براغ.

## مؤلفات
- صناعة السحر: كيف تحصل على ما تريده حقا, 1978 , Viking Press, 1984 Ballantine (ردمك 978-0-670-77608-5)
- فرق العمل: بناء مجموعات الدعم التي تضمن النجاح! ، Warner Books, 1989 (ردمك 978-0-446-51461-3)
- يمكن أن أفعل أي شيء إذا كنت أعرف فقط ما حصل، 1994 Dell, Delacorte (طبعت منه أكثر من 700000 نسخة، وترجم إلى 8 لغات)
- عش الحياة التي تحبها في 10 خطوات سهلة خطوة بخطوة ،1996, Dell Delacorte (الكتاب الفائز كأفضل كتاب تحفيزي في الدورة الأولى من سلسلة كتب لحياة أفضل، 1996)
- هي فقط متأخرة جدا إن كنت لا تبدأ الآن: كيفية إنشاء حياتك الثانية في أي عمر، 1999, Dell Delacorte (ردمك 978-0-385-31505-0)
- فكرة كتاب بربارة شير: كيف تفعل ما تحب دون أن تموت جوعاً، 2004, Genius Press Unlimited (ردمك 978-0-9728952-0-0)
- رفض الاختيار : برنامج ثوري للقيام بكل ما تحب، 2006 Rodale (ردمك 978-1-59486-303-5)